# Hoher Meißner

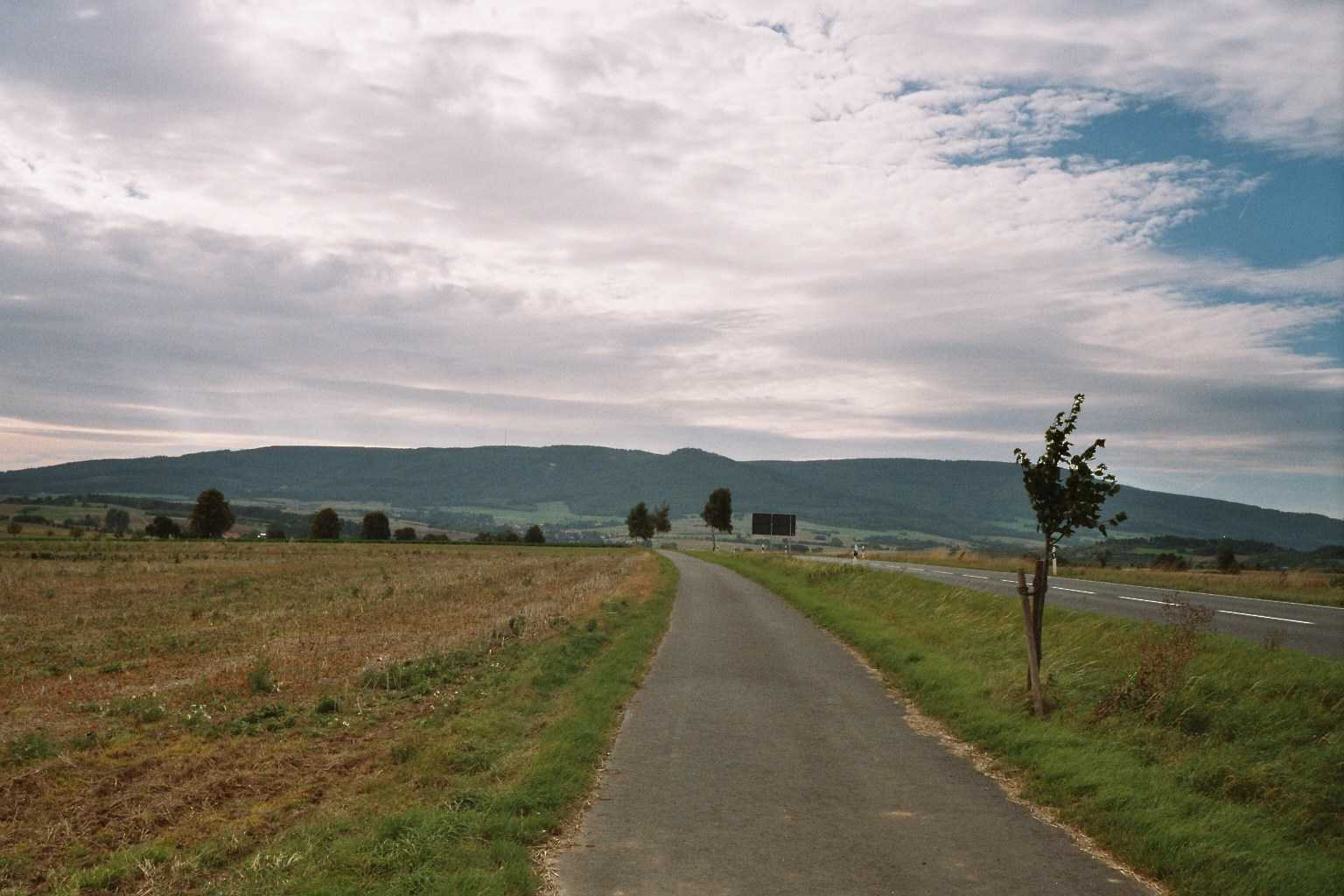
Hoher Meißner von Osten bzw. Meißner-Weidenhausen

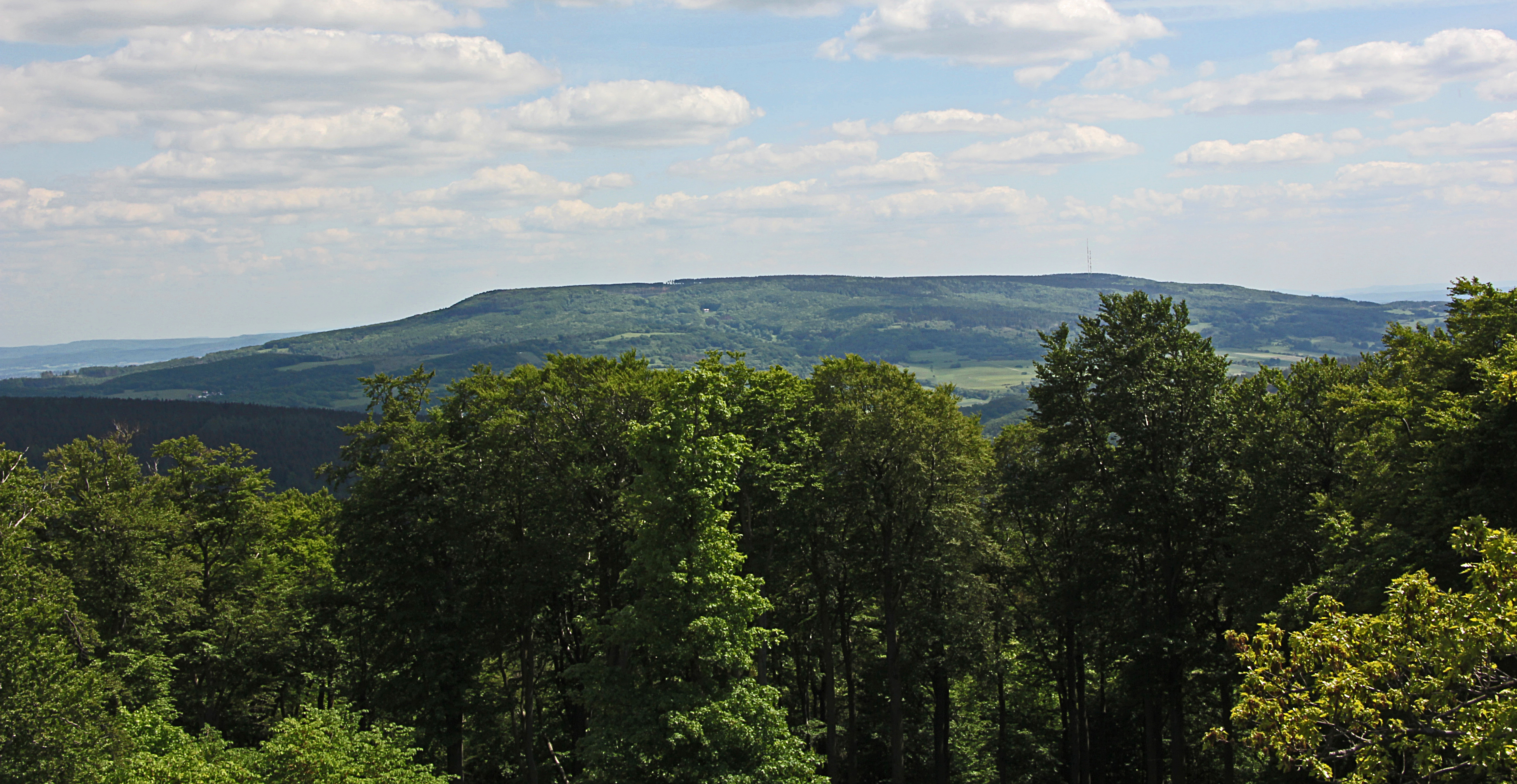
Hoher Meißner von Nordnordwesten vom Bilstein

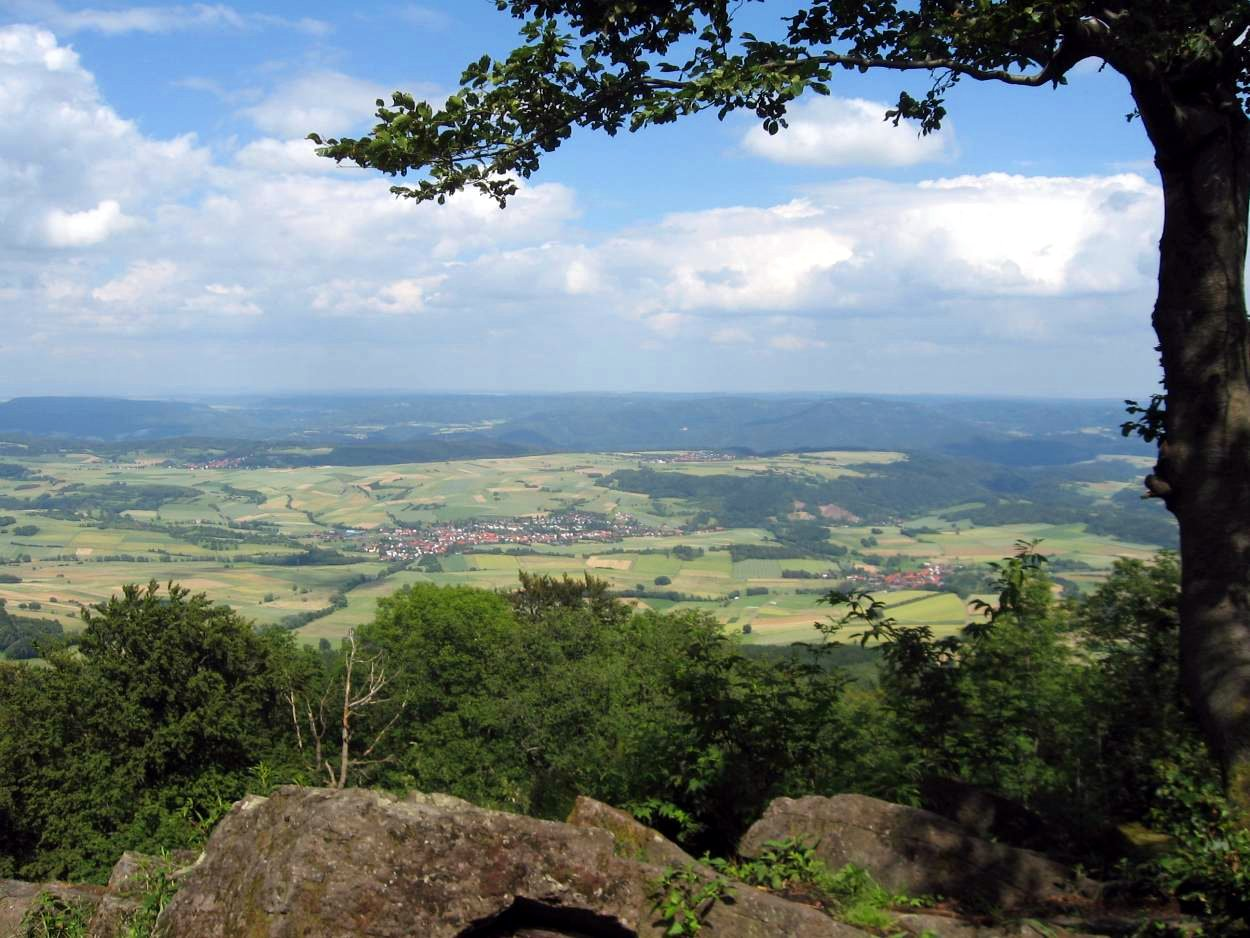
Ausblick vom Hohen Meißner: Ostblick von der Kalbe

Der Hohe Meißner ist ein nach den amtlichen Karten bis zu 753,6 m ü. NHN hohes Mittelgebirge/Bergmassiv im Fulda-Werra-Bergland, dem Nordteil des Osthessischen Berglandes. Die Höhenangabe ist aber vermutlich falsch und muss auf 750,2 Meter korrigiert werden.    Mit Gipfellage im Gebiet der Gemeinde Berkatal liegt es nahe der Kleinstadt Hessisch Lichtenau im Werra-Meißner-Kreis in Nordhessen.
Überregional bekannt ist der Hohe Meißner als eventuelle Heimat des Märchens Frau Holle. Zusammen mit großen Teilen von Kaufunger Wald und Söhre bildet er den weitläufigen Geo-Naturpark Frau-Holle-Land (Werratal.Meißner.Kaufunger Wald). Auf Großteilen seines vielerorts bewaldeten Bergmassivs liegen mehrere Schutzgebiete.

## Namensherkunft/-änderung
Der ursprüngliche Name des Hohen Meißners lautet Wissener, die erstmalige urkundliche Erwähnung des Namens erfolgte 1195. Er lässt sich auf die althochdeutschen Stammwörter wisa (Wiese), wizon (Weissager) oder wiz (weiß) zurückführen. Wahrscheinlich ist die Bedeutung des Namens Der Weiße, da der Winter mit Schneefall auf dem Berg früh einsetzt und lange dauert. Der Name „Meißner“ wird in Akten der landgräflich-hessischen Verwaltung erstmals 1530 erwähnt.
Eine langsame Namensumbenennung erfuhr der Berg durch die Jugendbewegung. Durch den auf ihm stattfindenden Ersten Freideutschen Jugendtag (1913) wurde der Meißner als „Hoher Meißner“ über die deutschen Zeitungen bekannt. Für die Wandervögel war dieser Ort schon vor 1913 beliebtes Ziel und mindestens seit 1908 wurde der Berg von ihnen als „Hoher Meißner“ bezeichnet. Diese Namensgebung könnte sich dem Namen des gern gewählten Ziels der Göttinger Wandervögel, dem Hohen Hagen, angeglichen haben. Mit der Zeit wurde immer mehr vom Hohen Meißner gesprochen. Ein Gedenkstein mit einer Informationstafel befindet sich am Parkplatz nahe dem Naturfreundehaus Meißnerhaus, der auf diese Namensänderung hinweist.

## Geographie

### Lage
Der Hohe Meißner erhebt sich im Geo-Naturpark Frau-Holle-Land (Werratal.Meißner.Kaufunger Wald) zwischen den Städten und Gemeinden Bad Sooden-Allendorf (Nordosten), Berkatal und Meißner (Osten), Waldkappel (Süden), Hessisch Lichtenau (Westen; größte Stadt am Bergmassiv) sowie Großalmerode (Nordwesten). Der Gipfel des flachwelligen Hochplateaus liegt 3 km südsüdwestlich des Berkataler Ortsteils Frankenhain und 2,5 km südwestlich des Bad Sooden-Allendorfer Ortsteils Dudenrode – im Gemeindegebiet von Berkatal; die Grenze zur Stadt Bad Sooden-Allendorf verläuft etwa 300 m nordöstlich davon.
Am oder auf dem Hohen Meißner, der überwiegend bewaldet, rund 10 km lang und 5 km breit ist, entspringen die Berka und ihre Zuflüsse Hollenbach und Kupferbach, der Gelster-Zufluss Laudenbach und der Wehre-Zufluss Vierbach.

### Naturräumliche Zuordnung
Der Hohe Meißner bildet in der naturräumlichen Haupteinheitengruppe Osthessisches Bergland (Nr. 35), in der Haupteinheit Fulda-Werra-Bergland (357) und in der Untereinheit Meißnergebiet (357.8) den Naturraum Hoher Meißner (357.81). Im Norden schließt sich der Naturraum Nördliche Meißnervorberge (357.80) an, im Südosten der Naturraum Finkenberg-Dachsberg-Zug (357.82), die beide auch zum Meißnergebiet gehören, im Westen der Naturraum Velmeder Tal und im Süden der Naturraum Waldkappeler Wehretal (357.54), die beide zur Untereinheit Witzenhausen-Altmorschener Talung (357.5) zählen. Im Osten grenzt in der Haupteinheit Unteres Werraland (358) und in der Untereinheit Unterwerrasattel (358.0) der Naturraum Meißnervorland (358.03) an.

### Geomorphologie

#### Hoher Meißner – höchster Berg in Nordosthessen
Der Hohe Meißner wird von einem Hochplateau gekrönt, das in Nord-Süd-Richtung maximal rund 4,2 km lang und in Ost-West-Richtung maximal etwa 2,2 km breit ist, gemessen von der 700-m-Höhenlinie aufwärts. Dessen höchste Stelle bildet mit 753,6 m Höhe die Kasseler Kuppe. Diese ist nicht, wie in vielen Publikationen wiedergegeben, die höchste Erhebung Nordhessens, sondern „nur“ die höchste Nordosthessens. Die höchsten Berge im Nordteil von Nordhessen befinden sich weit westlich im Upland (Langenberg; max. 843,2 m, ca. 91 km Luftlinie), dem Nordostausläufer des Rothaargebirges, und der höchste des oftmals mit dem Begriff Nordhessen gleichgesetzten Regierungsbezirks Kassel ist die Wasserkuppe (950,2 m, ca. 81 km Luftlinie) in der weit südlich gelegenen Rhön.

#### Dominanz und Prominenz
Mit einer Dominanz von etwa 59 km ist der Meißner (genauer: sein Gipfel, die Kasseler Kuppe) einer der dominantesten Berge Deutschlands. Die dem Meißner am nächsten gelegene, nächsthöhere Stelle liegt in ebendieser Entfernung unmittelbar an Ausläufern des 916,5 m hohen Großen Inselsbergs im südöstlich gelegenen Thüringer Wald, der sein Umland ähnlich wie der Meißner überragt.
Im nordöstlich gelegenen Harz findet sich der nächsthöhere Gipfel erst in etwa 66 km Entfernung am maximal 865,1 m hohen Kamm Auf dem Acker, in der südlich gelegenen Rhön wird die Höhe des Meißner erst am 756,9 m hohen Auersberg in rund 70 km Entfernung erreicht, im westlich gelegenen Rothaargebirge gar erst in 84 km Entfernung an der 775,3 m hohen Kahlen Pön.
Für die Prominenz der Kasseler Kuppe ist nicht der durch das Tal der Werra abgetrennte Thüringer Wald Bezugsgebirge, sondern die ebenfalls zwischen Fulda und Werra gelegene Rhön. Der niedrigste Punkt, zu dem man herab muss, um einen nächsthöheren Punkt in der Rhön zu erreichen, ist nordwestlich von Hönebach an der Fulda-Werra-Wasserscheide zwischen Richelsdorfer Gebirge und Seulingswald, 426 m tiefer gelegen als der Gipfel.

#### Berge und Bergkuppen

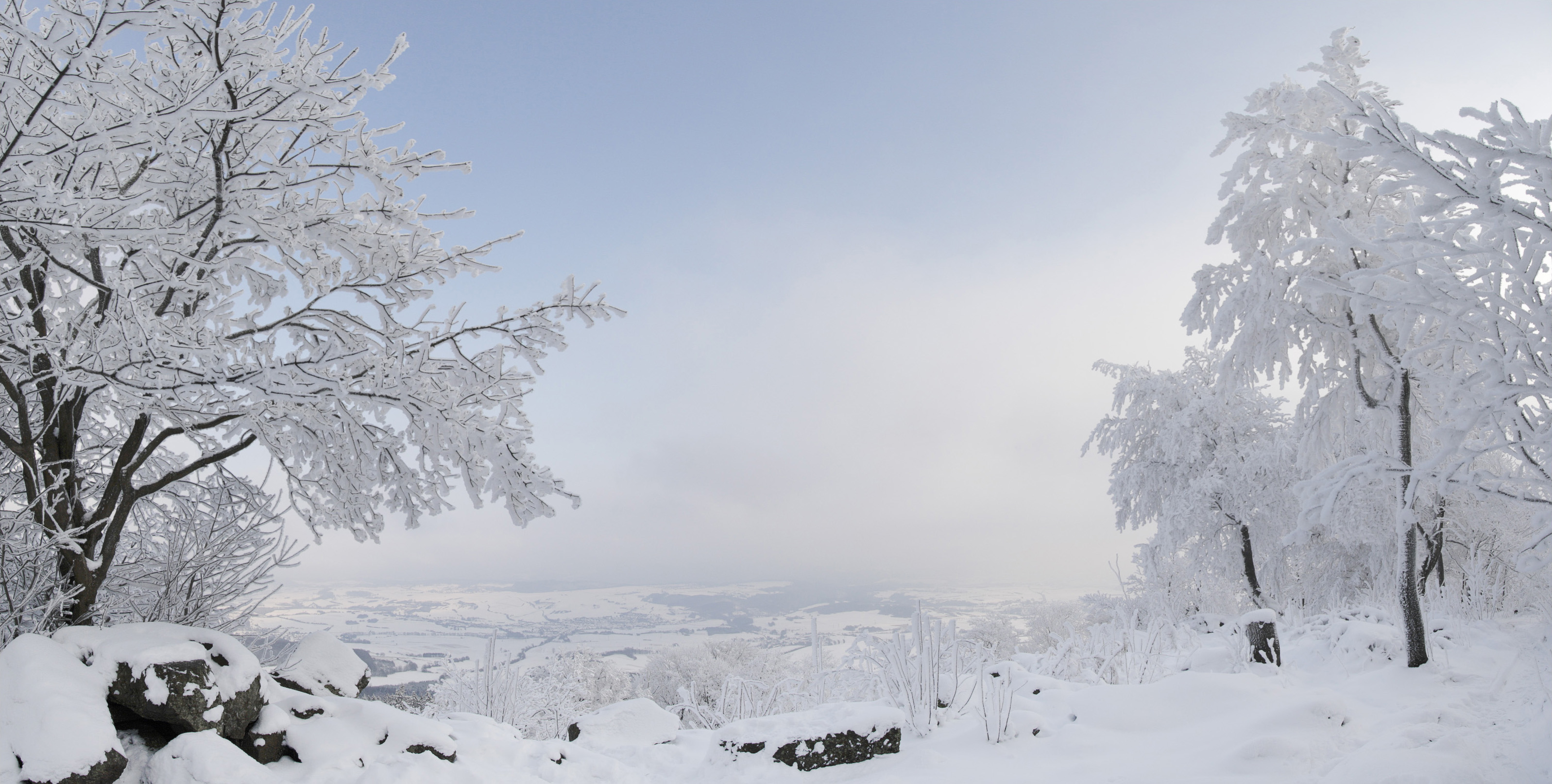
Blick von der Kalbe im Winter

Zu den Bergen und Bergkuppen des Hohen Meißners gehören – sortiert nach Höhe in Meter (m) über Normalhöhennull (NHN):
| - Kasseler Kuppe (753,6 m) - Kasseler Stein (748,3 m) - Kalbe (719,5 m) | - Heiligenberg (583,4 m) - Bühlchen (537,2 m) - Hässelkuppe (514,8 m) |

## Geologie
Der Untergrund des Hohen Meißners entstand vor 225 Millionen Jahren im Trias und besteht aus Muschelkalk und Buntsandstein. Im Tertiär vor 20 Millionen Jahren befand sich in dem Gebiet eine Senke, wo in tropischem Klima Sumpfwälder wuchsen. Sie bildeten mächtige Torfschichten, aus denen Braunkohlelager entstanden. Aufgrund vulkanischer Aktivitäten trat vor 12 bis 13 Millionen Jahren durch Spalten und Verwerfungen mehrfach dünnflüssige Lava aus und füllte die vorhandene Senke. So erhielt der Hohe Meißner eine heute noch 150 m dicke Basaltdecke, die ihn widerstandsfähiger gegenüber Erosionsprozessen machte als sein basaltfreies Umfeld. Bei der weiträumigen Hebung der gesamten Region, die bis in die Jetztzeit andauert, wurde das Basaltplateau als Härtling aus den weicheren umgebenden Schichten herauspräpariert (Reliefumkehr), sodass der Hohe Meißner sein Umland heute deutlich überragt.
Eine geologische Besonderheit stellt die Kothsborn-Quelle (Eisquelle) dar. Ihre ungewöhnlich niedrige Temperatur von nur 0 °C bis max. 2 °C entsteht durch Verdunstungskälte im Inneren der Basaltblockhalden.

## Schutzgebiete
Auf Großteilen der Flanken des Hohen Meißners und auf Kleinteilen seines Hochplateaus liegt das Naturschutzgebiet Meißner (CDDA-Nr. 6969; 1970 ausgewiesen; 9,3293 km² groß). In diesen Bereichen befinden sich zudem das Fauna-Flora-Habitat-Gebiet Meißner und Meißner Vorland (FFH-Nr. 4725-306; 20,4282 km²) und das daran anschließende FFH-Gebiet Werra- und Wehretal (FFH-Nr. 4825-302; 244,8191 km²). Gänzlich liegt das Bergmassiv im Vogelschutzgebiet Meißner (VSG-Nr. 4725-401; 37,2078 km²).

## Bergbau am Hohen Meißner

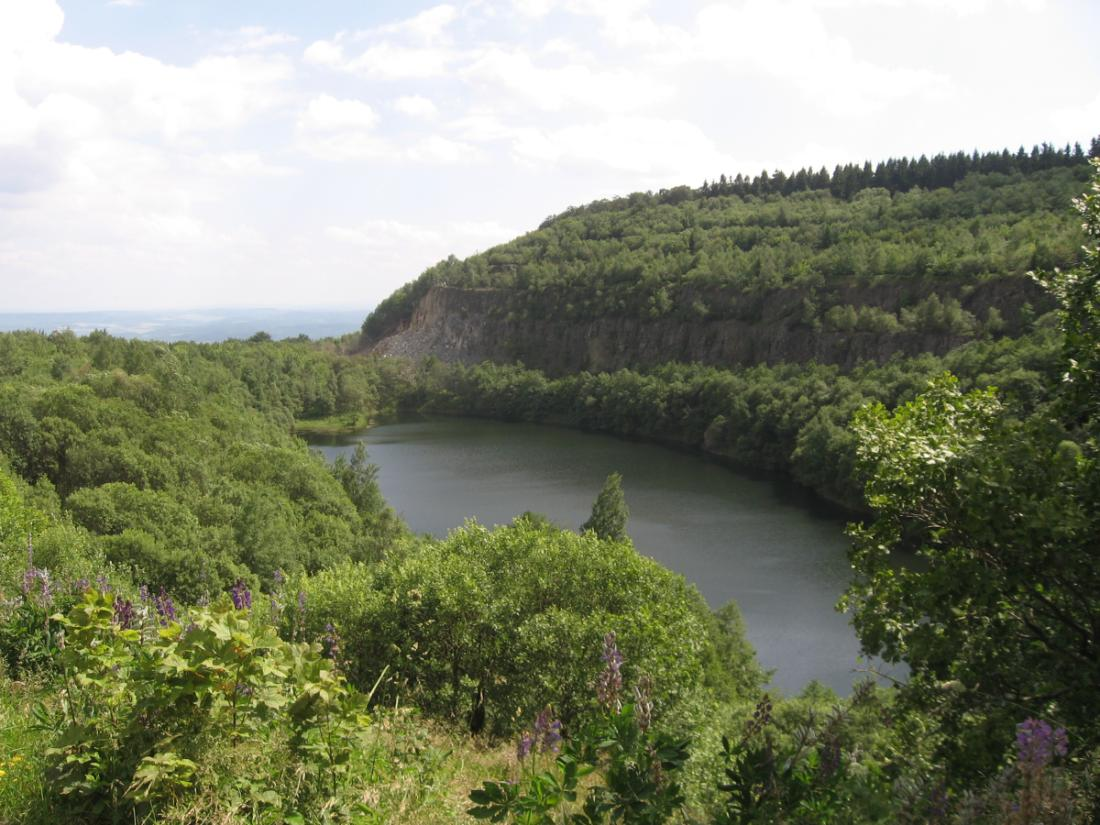
Blick in den ehemaligen „Tagebau Kalbe“ an der Kalbe

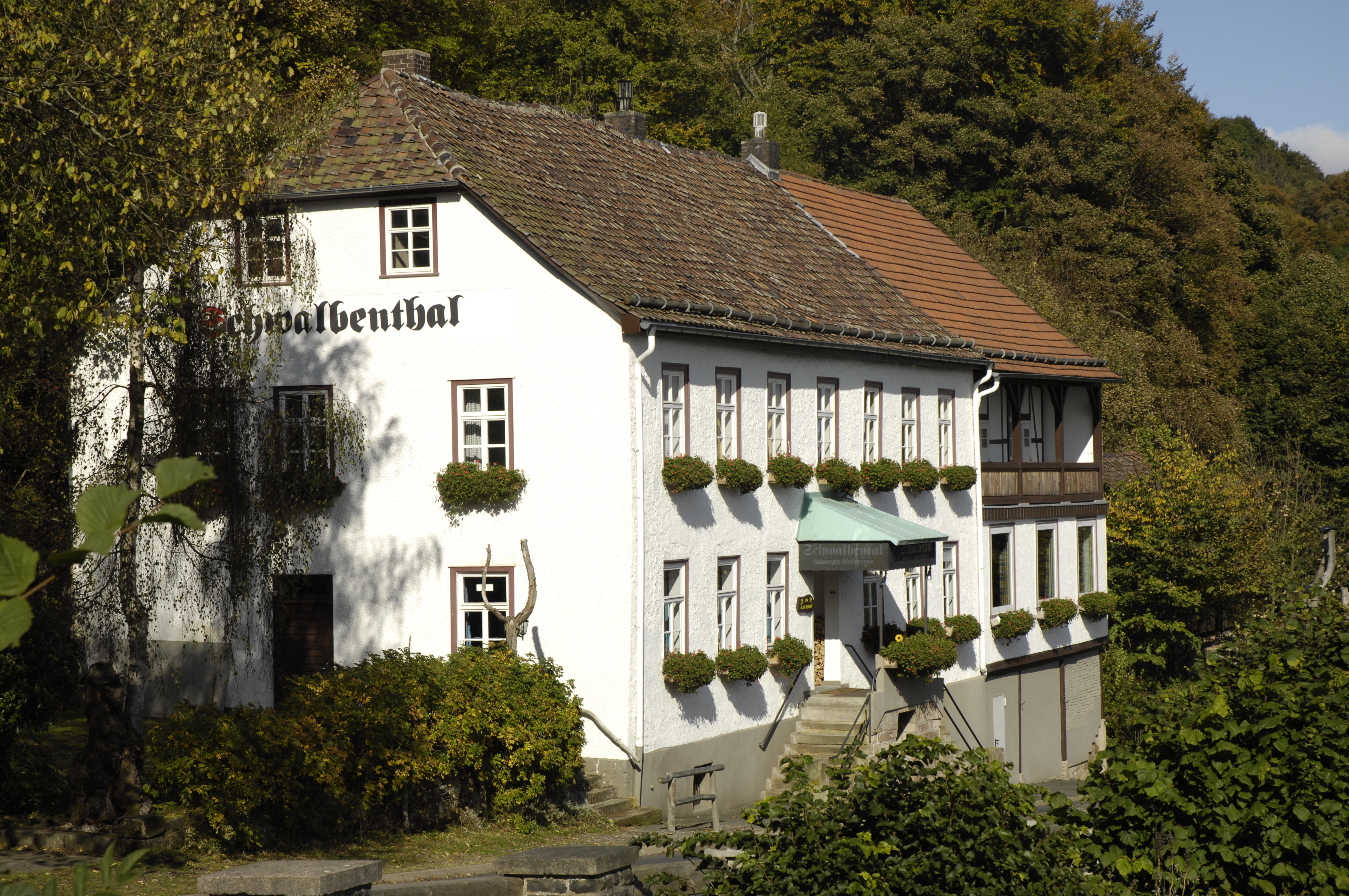
Ehemaliges Gasthaus Schwalbenthal (vorher: Bergamt), mit Aussichtspunkt vom Hohen Meißner

Der Braunkohlebergbau begann am Hohen Meißner ab 1560, nachdem man in einem Bach Glanzkohlestückchen gefunden hatte, und dauerte bis 1929 ausschließlich unter Tage an. Die Kohle wurde überwiegend für den Salzsiedebetrieb in Bad Sooden-Allendorf und später im Tagebaubetrieb – insbesondere für das große Kraftwerk in Kassel – gefördert.

### Stinksteinwand und Schwalbenthal
Ein guter Hinweis auf den jahrhundertelangen Bergbau am Hohen Meißner ist die „Stinksteinwand“, die sich oberhalb der ehemaligen Bergamtssiedlung Schwalbenthal hoch oben am Osthang des Bergmassivs befindet. Dieser Ort wurde in den 1920er Jahren aufgrund eines durch Bergbau entstandenen Erdrutsches nahezu zerstört. Heute ist nur noch das ehemalige Bergamt erhalten. Früher wurde dort unter Tage Kohle abgebaut. Wo sich jetzt der Kalbesee befindet, wurde ab 1952 die Kohle auch über Tage abgebaut. Zuerst musste der Basaltpanzer entfernt werden, welcher hier etwa 150 Meter dick ist. Dadurch entstand auch die Stinksteinwand. Schließlich wurde mit dem Braunkohleabbau begonnen. Aus finanziellen Gründen wurde dieser 1970 eingestellt und nach Demonstrationen 1974 auch nicht wieder aufgenommen. Der Tagebau hinterließ dadurch auch an der Ostseite des Meißners eine charakteristische Mulde im Berg. Rund um Kalbe und Schwalbenthal besteht Erdrutschgefahr. So ist das ehemalige Bergamt Schwalbenthal gesperrt.
Wohl im 17. Jh., noch während des Untertagebaus, war die Braunkohle in Brand geraten, da sie bei Kontakt mit Sauerstoff zur Selbstentzündung neigt. So wurden dort immer wieder Schwelbrände in den Flözen beobachtet, die sich an der Erdoberfläche durch charakteristischen Brandgeruch und Rauchaustritt bis zum heutigen Tag bemerkbar machen. Mehrere derartige Rauchaustritte mit Schwefelsublimaten („Schwefelblumen“) befinden sich insbesondere im südlichen Tagebauteil, 400 m nördlich des Parkplatzes Schwalbenthal. Das Betreten dieses Areals ist aus Sicherheits- und Naturschutzgründen untersagt.
Auch im 20. Jh. scheiterten sämtliche Versuche, diese im Flözbrand befindlichen Kohleflöze zu löschen, so dass man nicht nur am Parkplatz im Schwalbenthal oft einen schwefelartigen Geruch von nicht völlig verbrannter Braunkohle wahrnehmen kann – teils sogar sehr stark. Die nach dem Tagebau freigelegte Braunkohle wurde mit Erde überschüttet. In der bis zu 30 Meter tiefen Abbaugrube bildete sich ein 2 ha großer See, der Kalbesee.
Das etwas unterhalb der Stinksteinwand am Berghang stehende Gasthaus Schwalbenthal ist das letzte Überbleibsel einer einstigen rund zehn Häuser umfassenden Bergbausiedlung, deren Häuser infolge von Erdrutschen abgerissen werden mussten. Zu sehen sind auch noch der Bergbaufriedhof Schwalbenthal (etwa 400 Meter von dem Gasthaus entfernt) und am Neuen Erbstollen Schwalbenthal das Haus Halde, ein altes Bergmannshaus, mit einer Schütthalde an der Kohlenstraße, die nach Germerode hinabführt.

### Bransrode
Auf der Nordwestseite des Bergmassivs wurde 1929 bei der Bergarbeitersiedlung Bransrode der letzte Untertagestollen geschlossen. Der kurz darauf begonnene Basalt-Übertageabbau wurde bis 2003 betrieben. Im Rahmen des Weiterbaus der Bundesautobahn 44 im Werra-Meißner-Kreis wurde der Basaltabbau wieder aufgenommen, ruht aber derzeit wieder.

### Kalbe (Ex-Tagebau)
An der Basaltkuppe Kalbe wurde von 1952 bis 1974 über Tage Braunkohle gefördert, was immer noch gut am ehemaligen Tagebaugelände zu erkennen ist, in dem sich der „Kalbesee“ gebildet hat.

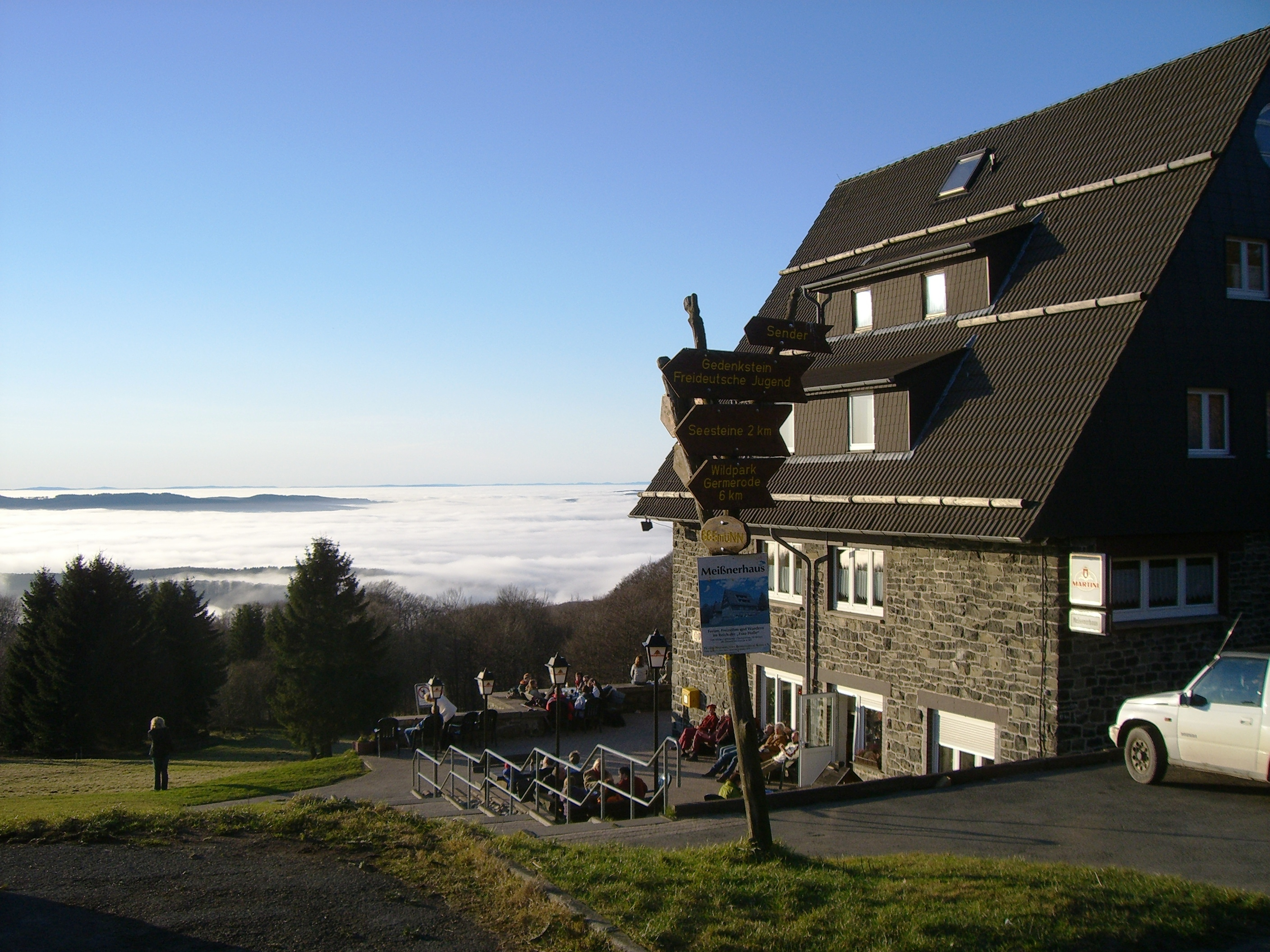
Blick vom Meißnerhaus in Richtung Hessisch Lichtenau (Heiligabend 2006)

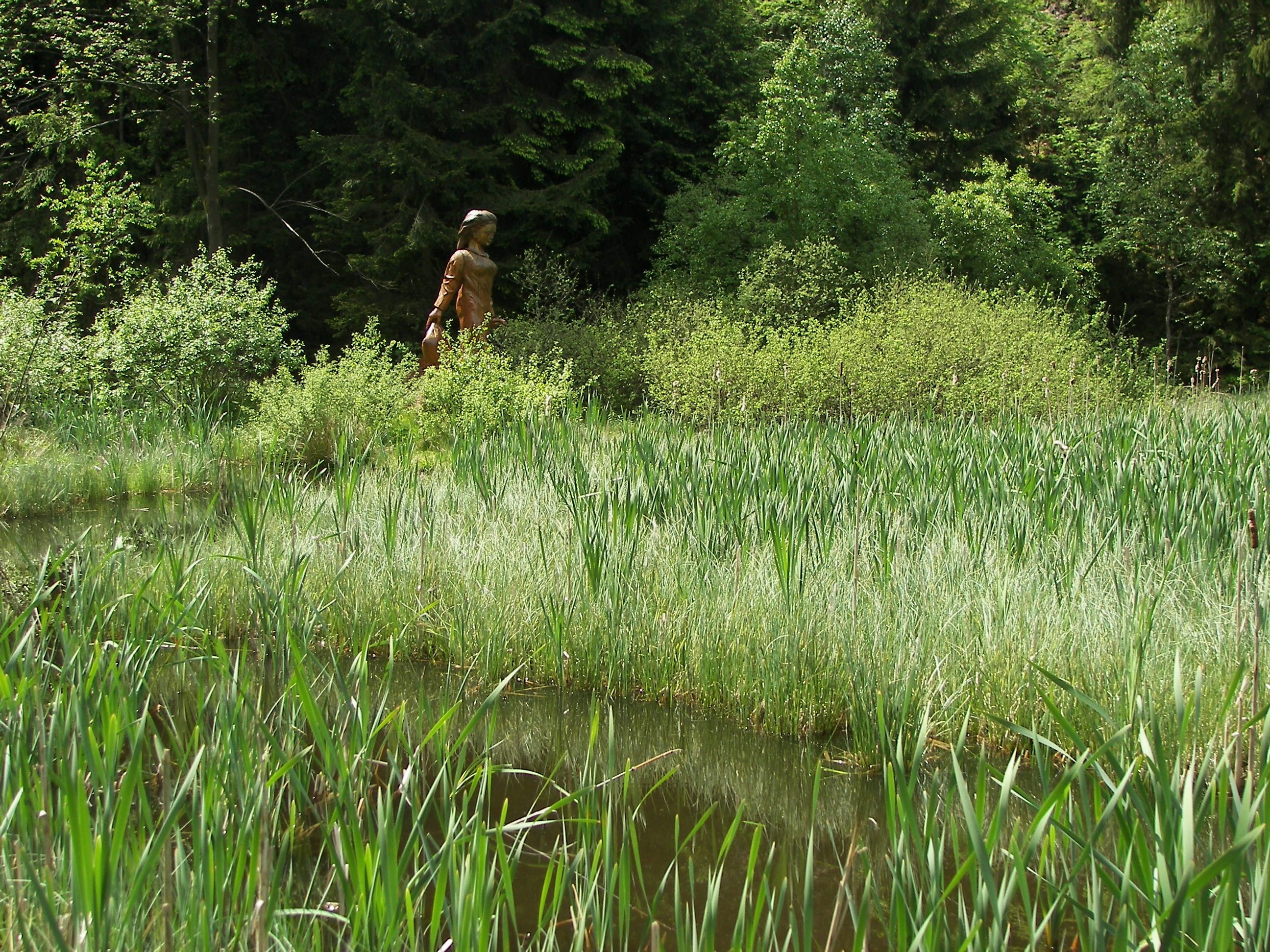
Frau-Holle-Teich mit Holzfigur der Frau Holle

## Sehenswürdigkeiten
An verschiedenen Standorten des Hohen Meißners gibt es Aussichtspunkte:
- Kalbe: Von der 719,5 m hohen Basaltkuppe blickt man unter anderem zum Werratal, Naturpark Eichsfeld-Hainich-Werratal, Harz, Thüringer Wald und zur Rhön. Dieser Aussichtspunkt ist zum Beispiel über einen am Frau-Holle-Teich beginnenden Pfad zu erreichen.

- Schwalbenthal: Einfacher zu erreichen als die eben erwähnte Basaltkuppe Kalbe befindet sich 108 m tiefer an einem Straßenabzweig der Landesstraße 3241, die von Meißner-Vockerode kommend in Richtung Meißnerhaus führt, ein ähnlich guter Aussichtspunkt: Nur wenige Meter unterhalb bzw. östlich der hier erwähnten Stinksteinwand liegt oberhalb eines Parkplatzes der „Aussichtspunkt Schwalbenthal“, von dem man aus 612 m Höhe die Aussicht unter anderem auf das rund 322 m tiefer liegende Vockerode (ca. 290 m) genießen kann, aber auch in Richtung Thüringen hinüber blickt.

- Meißnerhaus und Berggasthof Hoher Meißner: Von der südwestlichen Seite des Bergmassivs schaut man vom Naturfreundehaus Meißnerhaus (ca. 665 m) bzw. vom unweit südöstlich davon stehenden Berggasthof Hoher Meißner (ca. 715 m) unter anderem zum Kellerwald, zum Habichtswald und zum Kaufunger Wald.

Zu den weiteren Sehenswürdigkeiten am Hohen Meißner gehören (alphabetisch sortiert):
- Frau-Holle-Teich – kleines, sagenumwobenes Stillgewässer
- Kalbe – ehemaliger Braunkohlentagebau mit Kalbesee und Aussichtsberg Kalbe
- Kitzkammer (Naturdenkmal – eine Felsnische zwischen Basaltsäulen)
- Seesteine – Basaltfelsen in einem Waldpark mit ehemaligen Stillgewässer
- Bergwildpark Meißner – auf unterem Südosthang, 1,5 km südwestlich von Germerode[11]

## Märchen/Sage
Der Hohe Meißner liegt auch im Land der Märchenfigur Frau Holle am Frau-Holle-Pfad. Der Frau-Holle-Teich, ein unter Naturschutz stehendes Stillgewässer auf dem Bergmassiv, soll lokalen Sagen zufolge bodenlos und der Eingang in Frau Holles Anderswelt sein. Am Teich befindet sich seit 2004 eine Holzstatue der Frau Holle.

## Sport und Freizeitgestaltung
Am Hohen Meißner gibt es ein Wintersportgebiet mit drei Skipisten (zwei davon mit Skiliftbetrieb) für Skiabfahrt sowie ausgedehnte Loipen für Skilanglauf. Außerdem sind viele ausgedehnte und ausgeschilderte Wanderwege (siehe Abschnitt Verkehr und Wandern) vorhanden. Seit dem 8. Juni 2008 wird eine permanente Zeitnahme (Stoppomat) für Radsportler, Läufer, Nordic Walker, Skater und Handbiker betrieben. Die Bestzeit mit 19:30 min. hat derzeit der ehemalige Deutsche Meister Dirk Müller inne.

## Sendeanlagen

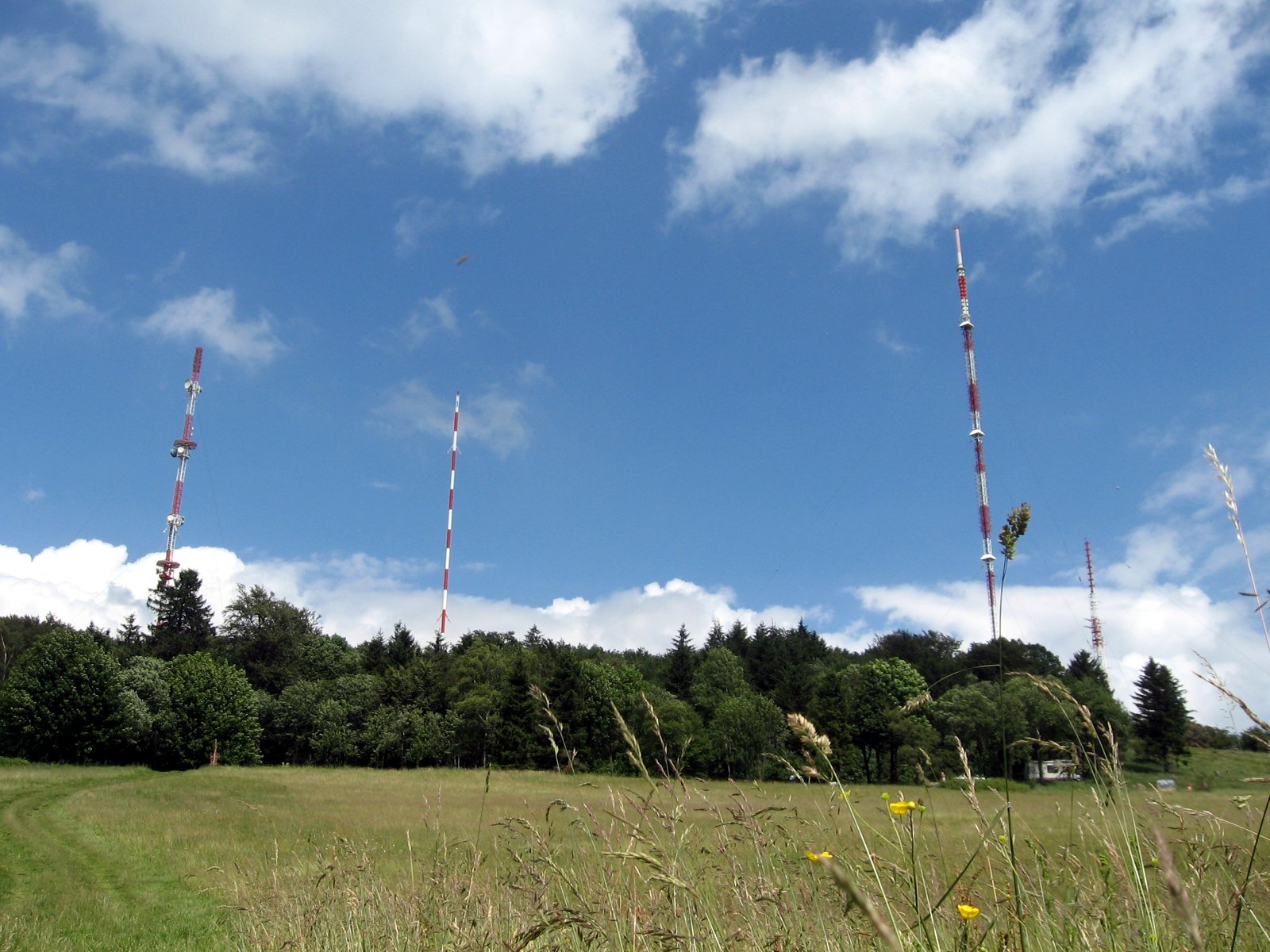
Sendeanlagen

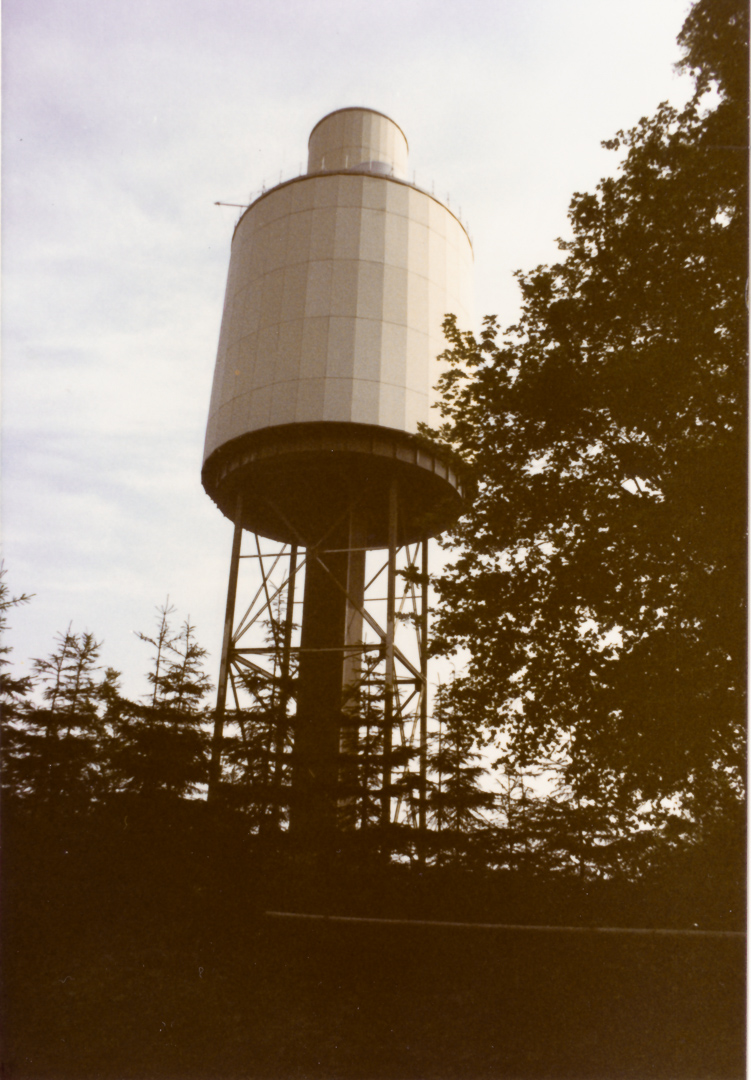
Ehemalige Abhöranlage des Bundesnachrichtendiensts am Nordosthang des Hohen Meißners

Der Hohe Meißner ist ein wichtiger Sendestandort des Hessischen Rundfunks (HR) für UKW und digitales Fernsehen (DVB-T).
Im April 1952 nahm der Hessische Rundfunk den Versuchsbetrieb für den Hörfunk auf, der im Juni 1952 abgeschlossen war. Drei Jahre später wurde der Fernsehsender auf dem Hohen Meißner in Betrieb genommen.
Antennenbauwerke bzw. Sendeanlagen auf dem Hohen Meißner:
- 220 m hoher geerdeter, abgespannter Stahlfachwerkmast für UKW und TV
- 155 m hoher geerdeter, abgespannter Stahlfachwerkmast, der eine Reusenantenne für Mittelwelle, Richtfunkantennen und Reserveantennen des Fernsehsenders HR trägt
- 40 m hoher freistehender Stahlfachwerkturm mit Mobilfunk-Antennen und UKW-Reserveantennen

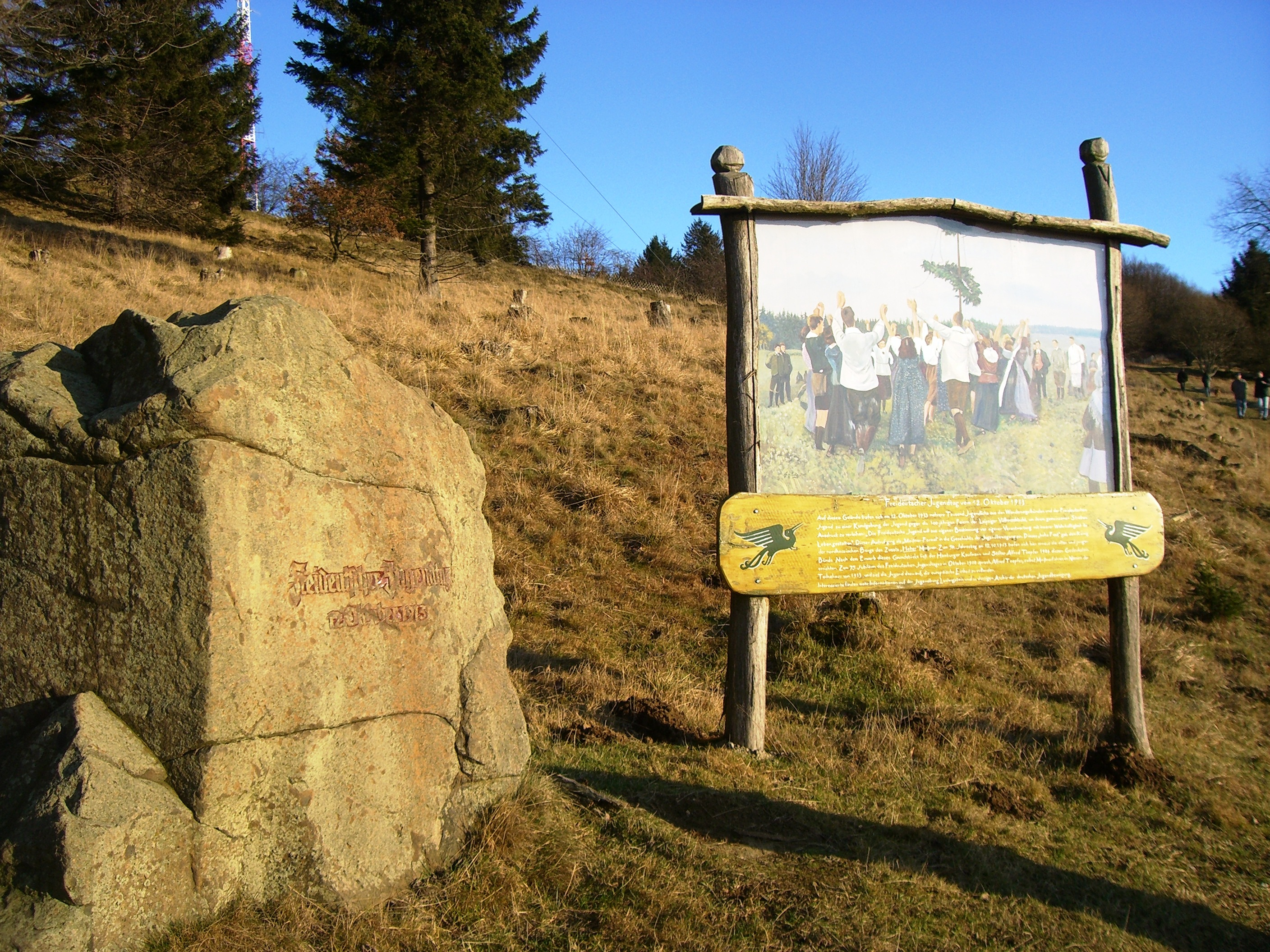
Nahe dem Meißnerhaus: Gedenkstein und Informationstafel erinnern an den Ersten Freideutschen Jugendtag (1913)

Am 3. September 2019 stürzte eine Wartungsgondel aus etwa 50 m Höhe ab, drei Insassen starben.

## Militärische Nutzung und Abhörstationen
Im Zweiten Weltkrieg gab es hier eine Flugwetter- und eine Nachtjägerleitstation. In der Zeit des Kalten Kriegs befanden sich auf dem Hohen Meißner drei Abhörstationen. Zunächst eine 1959 auf der Kalbe errichtete kleinere Abhöranlage der amerikanischen Armee, später vermutlich noch vom BND genutzt. Später entstanden zwei neue Abhörkomplexte: Auf dem Plateau des Hohen Meißners wurde eine Anlage gemeinschaftlich von der US-amerikanischen Armee und der Fernmeldeaufklärungskompanie (FmAufklKp) 947 der Bundeswehr aus Hessisch-Lichtenau betrieben, am Nordosthang hatte der Bundesnachrichtendienst unter der Tarnbezeichnung „Bundesstelle für Fernmeldestatistik“ eine eigene Anlage errichtet. Nach 1990 wurden die Stationen aufgegeben und bis 2002 schrittweise abgebaut.

## Erster Freideutscher Jugendtag
Am 11. und 12. Oktober 1913 trafen sich auf dem Hohen Meißner zwischen 2000 und 3000 Teilnehmer, vorwiegend Jugendliche, zum Ersten Freideutschen Jugendtag, ein „Fest der Jugend“ und Treffen der Jugendbewegung. Diese Veranstaltung sollte ein Gegenprogramm zu militaristischen Gedenkveranstaltungen zum 100. Jahrestag der Völkerschlacht bei Leipzig (Oktober 1813) sein; am 18. Oktober 1913 wurde das Völkerschlachtdenkmal eingeweiht; auch dies war Anlass für große öffentliche Aufmerksamkeit für diesen 100. Jahrestag.

## Verkehr und Wandern
Der Hohe Meißner ist über von den Bundesstraßen 7, 27 und 451 abzweigende Landesstraßen zu erreichen; die zuerst und zuletzt genannte Bundesstraße haben Anschluss an einen bereits fertig gestellten Abschnitt des nordosthessischen Teils der A 44. Über die Meißner-Westflanke sowie insbesondere über den Südteil des Meißner-Hochplateaus und die Meißner-Ostflanke verläuft im Rahmen der Landesstraßen 3241 und 3242 ein Abschnitt der „Frau-Holle-Route“ der Deutschen Märchenstraße.
Über das Hochplateau des Hohen Meißners führen zum Beispiel der Frau-Holle-Pfad, der Grimmsteig, der Hessenweg 11 und der zertifizierte Premiumweg Hoher Meißner. Vorbei am Südende des Bergmassivs verläuft der Sälzer Weg.